# Matthias Guggenberger
Matthias Guggenberger (Innsbruck, 24 de septiembre de 1984) es un deportista austríaco que compite en skeleton.
Ganó una medalla de bronce en el Campeonato Mundial de Skeleton de 2016. Participó en tres Juegos Olímpicos de Invierno, entre los años 2010, 2018, ocupando el octavo lugar en Vancouver 2010, en la prueba individual.

## Palmarés internacional
| Campeonato Mundial | Campeonato Mundial | Campeonato Mundial | Campeonato Mundial |
| Año                | Lugar              | Medalla            | Prueba             |
| ------------------ | ------------------ | ------------------ | ------------------ |
| 2016               | Igls (Austria)     | Medalla de bronce  | Equipo mixto       |